# Sinocrassula
Sinocrassula A. Berger – rodzaj roślin należący do rodziny gruboszowatych (Crassulaceae DC. in Lam. & DC.). Obejmuje co najmniej 7 gatunków występujących naturalnie na obszarze od Himalajów do południowo-zachodnich Chin.

## Systematyka
Pozycja systematyczna według Angiosperm Phylogeny Website (aktualizowany system APG III z 2009)
Rodzaj ten należy do podrodziny Sedoideae, rodziny gruboszowatych Crassulaceae DC. in Lam. & DC., do rzędu skalnicowców (Saxifragales Dumort.) i wraz z nim do okrytonasiennych. 
Pozycja systematyczna według systemu Reveala (1993-1999)
Gromada okrytonasienne (Magnoliophyta Cronquist), podgromada Magnoliophytina Frohne & U. Jensen ex Reveal, klasa Rosopsida Batsch, podklasa różowe (Rosidae Takht.), nadrząd Saxifraganae Reveala, rząd skalnicowce (Saxifragales Dumort.), rodzina gruboszowate (Crassulaceae DC. in Lam. & DC.), podrodzina Sedoideae, plemię Sedeae
Wykaz gatunków
- Sinocrassula ambigua (Praeger) A. Berger
- Sinocrassula densirosulata (Praeger) A. Berger
- Sinocrassula diversifolia H. Chuang
- Sinocrassula indica (Decne.) A. Berger
- Sinocrassula longistyla (Praeger) S.H. Fu
- Sinocrassula techinensis (S.H. Fu) S.H. Fu
- Sinocrassula yunnanensis (Franch.) A. Berger